# Tadeusz Nalepa
Tadeusz Nalepa (26. srpna 1943 v Zgłobniu - 4. března 2007 Varšava) byl polský skladatel, kytarista, zpěvák, harmonikář a autor textů.

## Životopis
Vystudoval na hudební škole v Rzeszowě housle, klarinet a kontrabas. V kategorii duetů získal v roce 1963 v Szczecinu ocenění v rámci II. Festivalu mladých talentů spolu s jeho pozdější manželkou Mirou Kubasińskou. Dne 9. ledna 1964 se vzali na městském úřadě ve Wałbrzychu.
V roce 1965 založil skupinu Blackout. Zpočátku společně s kapelou předváděl standardy z repertoáru The Beatles a The Rolling Stones a časem začal skládat hudbu na texty básníka Bogdana Loebla. První koncert skupiny se uskutečnil 3. září 1965 v klubu Rzeszów "Łącznościowiec". Tadeusz Nalepa nahrál s touto kapelou dlouhohrající desku Blackout a šest singlů. Kapela existovala až do konce roku 1967.
V roce 1968 založil skupinu Breakout. Kapela existovala 13 let a nahrála 10 alb. V roce 1982 debutoval Nalepa jako sólista ve sále "Gwardia" ve Varšavě na koncertě "Rock-Blok". V roce 1982 natočil CD pro Izabelu Trojanowskou. V roce 1983 vzniklo pravidelné složení doprovodné skupiny včetně (mimo T. Nalepa): Ryszard Olesiński (kytara), Andrzej Nowak (kytara), Bogdan Kowalewski (bas) a Marek Surzyn (bubny). V tomto složení hrál až do roku 1983. Dne 25. května 1985 Tadeusz Nalepa reaktivoval kapelu Breakout u příležitosti dvacátého výročí své scénické činnosti.
V roce 1986 mu časopis Jazz Forum udělil titul: nejlepší hudebník, nejlepší skladatel a nejlepší kytarista. Spolu s ostatními laureáty tohoto plebiscitu se zúčastnil koncertů Blues / Rock Top '86. Založil plodnou spolupráci s kapelou Dżem, s níž natočil album Numero Uno.
V roce 1988, po svých vystoupeních v zahraničí, vydal dvojité album To mój blues, který obsahuje nahrávky z let 1982–1988. Od roku 1993 hrál ve formaci Nalepa-Breakout a natočil s nimi nahrávku Jesteś w piekle. Ve stejném roce se stal laureátem ceny Marie Jurkowské, která byla poskytnuta programem Polského rozhlasu III.
Tadeusz Nalepa tři roky hrál se štětínskou skupinou Free Blues Band Andrzee Malcherka, s touto skupinou zahrál poslední koncert v jeho životě 12. srpna 2006 v Třinci.
Jeho druhou ženou byla Grazyna Dramowicz, která s ním vystupovala od roku 1993.
Hrob Tadeusze Nalepy je na hřbitově Powązki ve Varšavě.

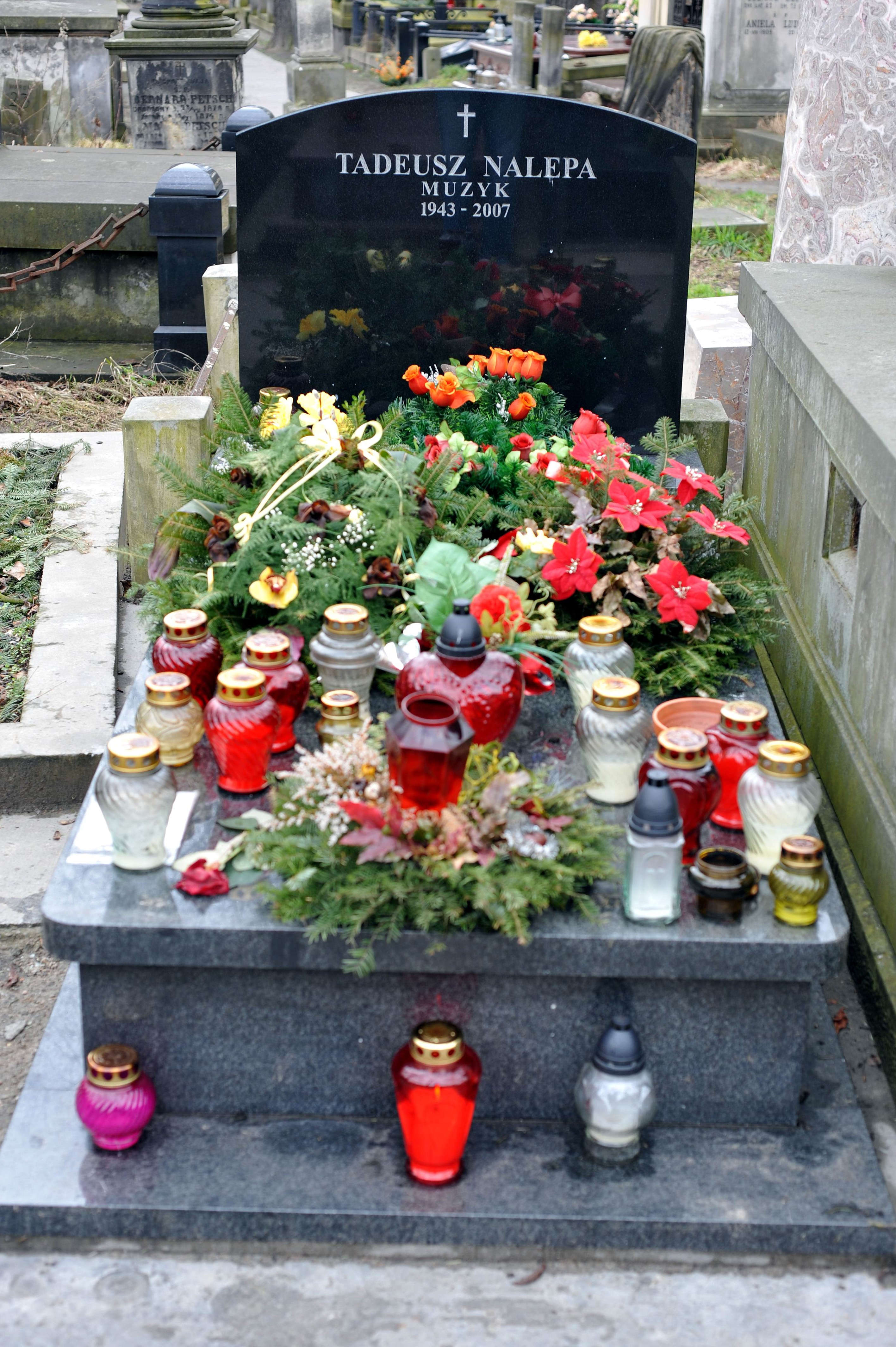
Hrob Tadeusze Nalepy

## Ocenění
- Řád znovuzrozeného Polska (2003)
- Medaili Za zásluhy v kultuře Gloria Artis (2005)

## Diskografie

### S Breakout
- Na drugim brzegu tęczy (1969)
- 70a (1970)
- Blues (1971)
- Mira (1972)
- Karate (1972)
- Ogień (1973)
- Kamienie (1974)
- NOL (1976)
- ZOL (1979)
- Żagiel Ziemi (1979)

### Jako Tadeusz Nalepa
- Tadeusz Nalepa (1985)
- Tadeusz Nalepa promotion After Blues (1985)
- Live 1986 (1986)
- Sen szaleńca (1987)
- Numero Uno (with Dżem (1987)
- To mój blues vol. I + II (1991)
- Absolutnie (1991)
- Jesteś w piekle (1993)
- Pożegnalny cyrk (1994)
- Najstarszy zawód świata (1995)
- Flamenco i blues (1996)
- Zerwany film (1999)
- Dbaj o miłość (compilation) (2001)
- Sumienie (2002)
- 60 urodziny (2006)
- 1982–2002 (box of 13 CDs) (2006)